# Cyphopterum aaiunense
Cyphopterum aaiunense är en insektsart som beskrevs av Lindberg 1965. Cyphopterum aaiunense ingår i släktet Cyphopterum och familjen Flatidae. Inga underarter finns listade i Catalogue of Life.